# Abuja
Abuja er Nigerias hovedstad. Det blev besluttet i 1976 at flytte hovedstaden fra havnebyen Lagos til den nyanlagte, centralt beliggende Abuja. Flytningen blev officiel 12. december 1991. I 2012 boede der 979.876 mennesker på et areal af 713 km2 med en tæthed på cirka 1.400 indb./km2. I byområdet bor der cirka 3.000.000 mennesker.
Byen er planlagt af den japanske arkitekt og byplanlægger Kenzo Tange.

## Religion
Landets nationalmoské er beliggende i byen på Independence Avenue.